# 로자 림바예바
로자 쿠아니셰브나 림바예바(카자흐어: Роза Қуанышқызы Рымбаева, 러시아어: Роза Куанышевна Рымбаева, 1957년 10월 28일 ~ )는 카자흐스탄의 가수이다.